# 嘉道理爵士公馆
嘉道理爵士公馆，俗称为大理石宫。位于上海市静安区延安西路64号，现为中国福利会少年宫所在地。始建于1924年，占地达14000平方米，建筑面积为4700平方米。曾是英籍犹太富商，香港上海大酒店有限公司及半岛酒店创始人埃利·西拉斯·嘉道理爵士的私人住宅。因为整幢房屋通体使用大理石作为建材，因而被称作为“大理石宫”。2019年10月16日，由中华人民共和国国务院以“中国福利会少年宫”之名公布为第八批全国重点文物保护单位。

## 历史和概况

### 嘉道理家族
艾利·嘉道理爵士，为英籍犹太富商，曾跟随上海地产大亨哈同、汇丰银行。于19世纪末开始在沪港两地兴办实业，深入各个领域，并且还举办各类慈善事业，如上海市育才中学、上海市第一结核病院等等。因此，1925年，英国国王乔治五世授予其二级爵士称号。20世纪三十年代，其子劳伦斯·嘉道理和賀理士·嘉道理开始协助其开拓事业，嘉道理家族壮大，成为沪上与沙逊、哈同齊名的知名犹太财团。1949年后，主要业务转至香港。

### 公馆的建造
1919年，埃利·嘉道理位于黄陂南路上的公馆着火。嘉道理之妻摩卡塔为了营救被困于房屋内的家庭女教师而遇难。由于原住宅被焚毁，并且为避免触景生情，嘉道理携两个儿子前往伦敦居住。同时，委托自己的建筑师好友拉汉·布朗负责新公馆的建设。新的公馆选址于大西路，即今延安西路。拉汉·布朗尽管是一名建筑设计师，但是由于其嗜酒成性，便根本不负责新公馆的设计，并委托马海洋行的设计师斯金生负责，并不再过问建设一事。
1924年，历时5年建设的新公馆落成，嘉道理返沪。当其回到上海后，发现看到的是“一幢宫殿式的建筑和一个烂醉如泥、正躺在医院里的布朗”，除此之外，整个公馆日常维护需要将近三四十个仆人。更令其惊愕的是，整个公馆高昂的设计建筑费用，整座公馆耗资100万两白银。根据当时的物价，100万两白银可以购买大米5000万斤，供14万人食用一年。尽管耗资如此之高，但是公馆建筑的优美和精美的设计，还是令嘉道理颇为满意。

### 公馆的变迁
随着纳粹德国的种族主义，欧洲开始有大批犹太难民逃离，由于当时世界各国畏惧纳粹德国的势力，而上海却是一个实行免签证的自由港。因此使得大批犹太难民来到上海。1938年更是出现了大批的移民潮。作为同为犹太人的嘉道理家族也因此投身于救济难民的活动中。嘉道理爵士之子霍瑞斯·嘉道理首先出面，负责召集救助会议。后来沪上所有的犹太社团和社会救济组织在这里召开会议，决定组成“上海援助欧洲难民委员会”，采取一致行动帮助犹太难民。嘉道理爵士本人亦捐献大批钱财，并且创办了上海犹太青年会附属学校，专门接收欧洲的犹太子女。
1941年12月8日，太平洋战争爆发。此时嘉道理家族正在香港度假，而上海公馆由霍瑞斯·嘉道理负责打理。当日，日军进占上海公共租界和香港，嘉道理家族成员悉数被关入集中营。而公馆则为日军没收。后由于埃利·嘉道理年事已高，因此被日军特许返回大理石宫，但只能居住在原先的佣人房中实行软禁，不过允许霍瑞斯负责日常照顾。1944年，埃利·嘉道理在公馆去世。1945年，抗战胜利，由肖耶少校率领的一支美军先遣分队登陆上海，并通过瑞士驻上海总领事馆与嘉道理兄弟取得联系，希望能在嘉道理公馆暂时办公。在抗战胜利的当日，嘉道理兄弟打开了公馆所有的电灯，庆贺战争的结束。
嘉道理公馆在抗战胜利后成为美、澳、英等国军人的活动场所，同时也是沪上众多的慈善活动举办地。孙中山夫人宋庆龄领导的中国福利基金会（即中国福利会前身）曾多次在此处举办各种慈善活动，例如举行游园会、慈善舞会、义卖活动等。嘉道理家族于1940年代末，由上海迁往香港。1953年，在征得嘉道理家族同意以后，宋庆龄于当年6月1日国际儿童节，在嘉道理公馆创办了中国最早的少年宫——中国福利会少年宫。并邀请毛泽东题写了少年宫之名。
1979年，劳伦斯·嘉道理夫妇回到上海参观时，对于公馆变成儿童的乐园，曾感慨的表示：
|  | 我父亲喜欢款待朋友，大理石大厦在来自世界各地的朋友们中出了名。中华人民共和国成立后，它被改为少年宫，从各个学校中挑选出来的小学生们在那里接受艺术培训。岁月流逝，得知我父亲特别喜欢的这幢建筑现被成千上万的儿童使用着，他们从那里提供的课程中受益，这对我来说是件高兴的事。 |

1989年，嘉道理公馆成为上海市优秀历史建筑。

## 建筑风格

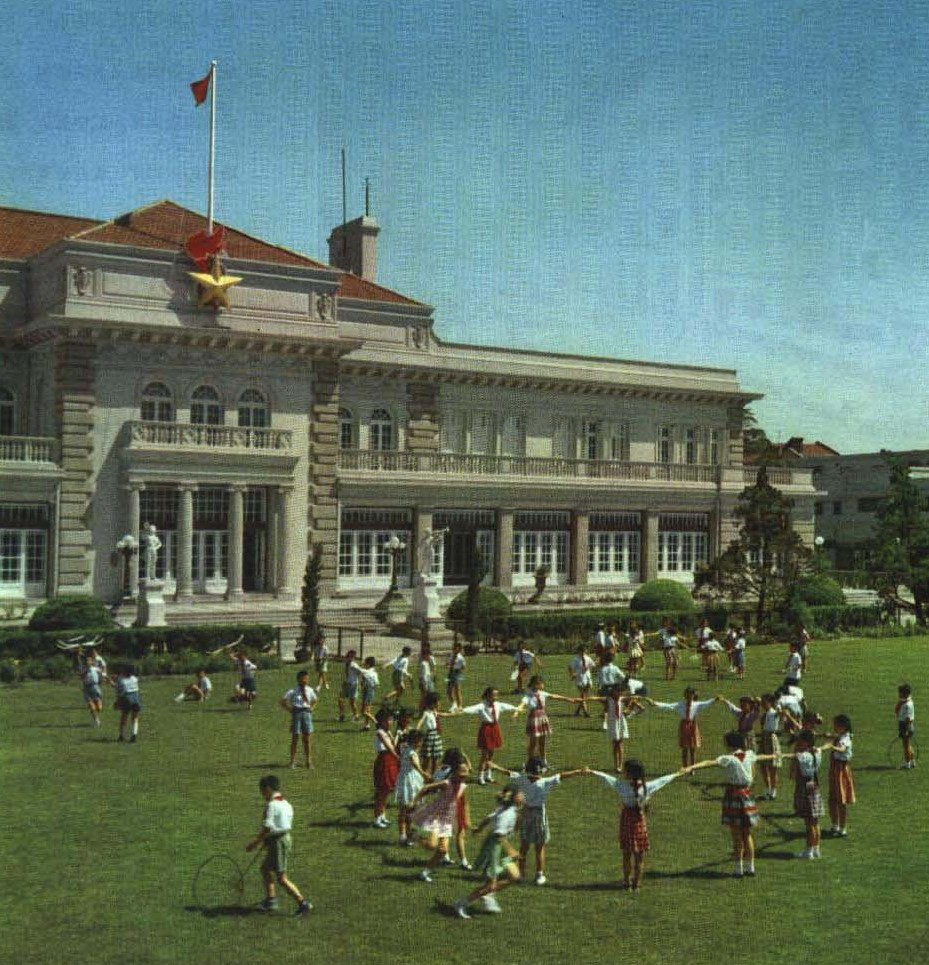
1964年上海市少年宫

嘉道理公馆是模仿欧洲宫廷风格进行建造的，占地14000平方米，建筑面积达4700平方米。别墅以南为大草坪，曾经建有马厩、鹿厩、网球场、温室等。别墅内部共有房屋20多间。一层为公共宴会场所，有舞厅、餐厅、会客室、休息室、娱乐室等。其中舞厅和餐厅，建高20米，面积将近400平方米。二层为卧室，各卧室装修风格和色调均不相同，但都仿照欧洲宫廷的风格设计。此外另有卫生间、浴室等共6处。三层为仓库、佣人房等。
建筑外墙和地面采用意大利大理石作为贴面。南部入口处设有爱奥尼式的大理石走廊，顶部亦采用大理石砌成穹顶。大厅地面四周以大理石铺设，中间铺有柚木花纹地板，以作为跳舞之用。另外，别墅的楼梯、扶手和栏杆均采用大理石构造。因而整座别墅亦被称为大理石宫。

## 中国福利会少年宫
中国福利会少年宫于1953年6月1日起，便开设在此处，成为上海儿童课外活动基地。并且兴建了一批新的建筑，其中最为知名的是名为“勇敢者道路”的游乐设施。进入1990年代以后，由于延安路高架的建设，中福会少年宫的南草坪不得不被挖除一大部分，勇敢者道路一度被拆除。2005年5月28日，“勇敢者道路”又重新回到了中福会少年宫。目前，每年6月1日儿童节当日，中福会少年宫都会举办一系列的庆祝活动。